# Игилик (Сайрамский район)
Игилик (каз. Игілік, до 2000 г. — Плодовое) — упразднённое село в Сайрамском районе Туркестанской области Казахстана. Входило в состав Жанаталапского сельского округа. В 2014 году включено в состав города Шымкент и исключено из учётных данных. Код КАТО — 515243200.

## Население
В 1999 году население села составляло 1621 человек (799 мужчин и 822 женщины). По данным переписи 2009 года, в селе проживало 3157 человек (1585 мужчин и 1572 женщины).